# Хэй, Джеймс, 15-й граф Эррол
Джеймс Хэй, 15-й граф Эррол (англ. James Hay, 15th Earl of Erroll; 20 апреля 1726 — 3 июля 1778) — шотландский дворянин. Он был известен как лорд Бойл с 1728 по 1746 год. Великий мастер Великой ложи Шотландии в 1751—1752 годах.

## Ранняя жизнь
Он родился Джеймсом Бойдом в Фолкерке 26 апреля 1726 года. Старший сын Уильяма Бойда, 4-го графа Килмарнока (1705—1746), и леди Энн Ливингстон (? — 1747). С 1728 по 1746 год он был известен под титулом лорда Бойда, в то время как его отец был графом Килмарноком.
Его мать была единственной дочерью Джеймса Ливингстона, 5-го графа Линлитгоу (? — 1723), якобита, прославившегося своей ролью в восстании 1715 года, и леди Маргарет Хэй (вторая дочь Джона Хэя, 12-го графа Эрролла).

## Карьера
Во время Якобитского восстания 1745 года его отец встал на сторону Молодого претендента, несмотря на то, что Джеймс и его брат Уильям в то время занимали должности при короле Великобритании Георге II. Джеймс служил в армии, Уильям — во флоте. Оставшиеся лояльный к Ганноверской династии, Джеймс Бойд затем участвовал в битве при Каллодене, где сражался против якобитов, на стороне которых был его отец. Во время разгрома после якобитского поражение, граф Килмарнок был схвачен и доставлен в лагерь правительства, взъерошенный и с непокрытой головой, где он, как сообщается, был признан Джеймсом, который положил шляпу на голову своего отца. Это была их последняя встреча, так как графа затем перевезли в Лондон, где его судили за государственную измену и казнили четыре месяца спустя, лишив всех его земель и титулов и, таким образом, лишив Джеймса его наследства.
Однако в 1751 году, хотя графство Килмарнок было упразднено, Джеймсу было разрешено унаследовать поместья Килмарнок. К ним относился замок Дин, бывшая фамильная резиденция, которая была уничтожена пожаром в 1735 году. Пытаясь возместить часть долгов своего отца (которые он также унаследовал), Джеймс продал разрушенный замок 13-му графу Гленкэрну. С 1751 по 1752 год он занимал пост великого магистра Великой ложи Шотландии.

## Поздняя жизнь
19 августа 1758 года после смерти своего двоюродной бабки по материнской линии, Мэри Хэй, 14-й графини Эррол, Джеймс Бойд унаследовал титул 15-го графа Эррола и 16-го лорда Хэя. Одновременно он изменил свою фамилию с Бойда на Хэй, как он и его потомки были отныне известны. Наряду с титулом графа Эрролла, он также унаследовал церемониальную наследственную должность лорда верховного констебля Шотландии.
С 1770 по 1774 год Джеймс Хэй был пэром-представителем Шотландии от партии тори в Палате лордов Великобритании, а с 1770 по 1778 год он служил лордом полиции Шотландии.

## Личная жизнь
15 сентября 1749 года Уильям Хэй женился на Ребекке Локхарт (? — 2 мая 1761), дочери Александра Локхарта, лорда Ковингтона (1700—1782). До ее смерти в 1761 году они были родителями одной дочери:
- Леди Мэри Хэй (род. 24 июля 1754), которая вышла замуж за генерала Джона Скотта (1725—1775) из Балкоми в 1770 году, но их брак закончился разводом в 1771 году[2].

В 1762 году он женился вторым браком на Изабелле Карр (1747 — 3 ноября 1808), дочери сэра Уильяма Карра из Этала, Нортумберленд. Вместе они были родителями двенадцати детей, в том числе:
- Леди Шарлотта Хэй (13 июля 1763 — 9 февраля 1800), которая в 1797 году вышла замуж за преподобного Уильяма Холвелла (1758—1830), викария Менхениота[2].
- Леди Изабелла Энн Хэй (8 февраля 1765 — 12 ноября 1793)[2]
- Леди Августа Хэй (25 апреля 1766 — 23 июля 1822), муж с 1788 года — Джордж Бойл, 4-й граф Глазго (1765—1843)[2].
- Джордж Хэй, 16-й граф Эррол (13 мая 1767 — 14 июня 1798), который в 1790 году женился на Элизабет Джемайме Блейк (? — 1831), сестре Джозефа Блейка, 1-го барона Уоллскорта[2].
- Леди Гарриет Джейн Хэй (26 июня 1768 — 24 сентября 1812)[2]
- Леди Маргарет Хэй (12 декабря 1769—1832), которая в 1789 году вышла замуж за Чарльза Камерона (1766—1820)[2].
- Леди Мария Элизабет Хэй (30 апреля 1771 — 3 июня 1804), которая в 1795 году вышла замуж за преподобного Джорджа Мура, настоятеля Ротама, старшего сына преподобного Джона Мура (1730—1805), архиепископа Кентерберийского[2].
- Уильям Хэй, 17-й граф Эррол (12 марта 1772 — 26 января 1819), который был трижды женат и имел одиннадцать детей[2].
- Леди Фрэнсис Хэй (26 июля 1773 — 29 августа 1806)[2]
- Леди Фламиния Хэй (24 сентября 1774—1821), которая в 1809 году вышла замуж за капитана Джорджа Джеймса[2].
- Леди Джемайма Хэй (18 июля 1776—1822)[2]
- Достопочтенный Джеймс Хэй (? — 26 мая 1797)[2].

Лорд Эрролл умер 3 июля 1778 года в Каллендар-хаусе в возрасте пятидесяти двух лет, и ему наследовал его старший сын Джордж . Его вдова умерла 3 ноября 1808 года.

## Потомки
Внук лорда Эрролла, Уильям Хэй, 18-й граф Эррол (1801—1846), был получил титул 1-го барона Килмарнока из Килмарнока в системе пэрства Соединённого королевства в 1831 году.